# Метафора
Мета́фора (др.-греч. μεταφορά «перенос; переносное значение», от μετά «над» + φορός «несущий») — слово или выражение, употребляемое в переносном значении, в основе которого лежит сравнение предмета или явления с каким-либо другим на основании их общего признака. По Б. В. Томашевскому, метафора – «такой случай тропа, когда предмет, означаемый прямым значением слова, имеет какое-нибудь косвенное сходство с предметом переносного значения».

## Описание
Термин принадлежит Аристотелю и связан с его пониманием искусства как подражания жизни. Метафора Аристотеля, в сущности, почти неотличима от гиперболы (преувеличения), от синекдохи, от простого сравнения или олицетворения и уподобления. Во всех случаях присутствует перенесение некоторого смысла с одного слова на другое.
1. Косвенное сообщение в виде истории или образного выражения, использующего сравнение.
2. Оборот речи, состоящий в употреблении слов и выражений в переносном смысле на основе какой-то аналогии, сходства, сравнения.

В метафоре можно выделить 4 «элемента»:
1. Категория или контекст,
2. Объект внутри конкретной категории,
3. Процесс, каким этот объект осуществляет функцию,
4. Приложения этого процесса к реальным ситуациям, или пересечения с ними.

В лексикологии — смысловая связь между значениями одного полисемантического слова, основанная на наличии сходства (структурного, внешнего, функционального).
Метафора часто становится эстетической самоцелью и вытесняет первоначальное исходное значение слова. У Шекспира, например, часто важен не исходный житейский смысл высказывания, а его неожиданное метафорическое значение является совсем новым смыслом. Это приводило в недоумение Льва Толстого, воспитанного на принципах аристотелевского реализма. Проще говоря, метафора не только отражает жизнь, но и творит её. Например, Нос майора Ковалёва в генеральском мундире у Гоголя — это не только олицетворение, гипербола или сравнение, но и новый смысл, которого раньше не было. Футуристы стремились не к правдоподобию метафоры, а к её максимальному удалению от изначального смысла (например, «облако в штанах»). Исследователи отмечают сравнительно редкое употребление метафоры в советской художественной литературе, хотя о её «изгнании» говорить не приходится (см., например: «Вот мы и разошлись. Топот смолк, и в поле пусто» (А. Гайдар, «Судьба барабанщика»).
В 1970-е годы появилась группа поэтов, начертавших на своём знамени «метафора в квадрате» или «метаметафора» (термин Константина Кедрова).
Отличительной чертой метафоры является её постоянное участие в развитии языка, речи и культуры в целом. Это связано с формированием метафоры под воздействием современных источников знаний и информации, использованием метафоры в определении объектов технических достижений человечества.

## Виды
В современной теории метафоры принято различать диафору (резкую, контрастную метафору) и эпифору (привычную, стёртую метафору)
- Резкая метафора представляет собой метафору, сводящую далеко стоящие друг от друга понятия. Пример: начинка высказывания.
- Стёртая метафора есть общепринятая метафора, фигуральный характер которой уже не ощущается. Пример: ножка стула. (Изначально, без метафоры, ножка в прямом значении — маленькая нога живого существа: ножка ребёнка, а затем это слово по аналогии стало употребляться метафорически в русском языке для обозначения опорных частей неживых предметов; аналогично метафорически стали употребляться названия других частей тела: язык во рту -> язычок ботинка, нос на лице -> носик чайника, нос корабля; голова животного и человека — > городской голова);
- Метафора-формула близка к стёртой метафоре, но отличается от неё ещё большей стереотипностью и иногда невозможностью преобразования в нефигуральную конструкцию. Пример: червь сомнения.
- Развёрнутая метафора — это метафора, последовательно осуществляемая на протяжении большого фрагмента сообщения или всего сообщения в целом. Пример: "Книжный голод не проходит: продукты с книжного рынка всё чаще оказываются несвежими — их приходится выбрасывать, даже не попробовав."
- Реализованная метафора предполагает оперирование метафорическим выражением без учёта его фигурального характера, то есть так, как если бы метафора имела прямое значение. Результат реализации метафоры часто бывает комическим. Пример: Я вышел из себя и вошёл в автобус.
- Константин Кедров выделял термин "метаметафора" по отношению к тропиическим приёмам поэтов Парщикова, Ерёменко и Жданова[3]. По этому термину поэты стали называться метаметафористами.
- Михаил Эпштейн описывает явление, близкое метафоре — метаболу, основной троп метареальной поэзии. "Метабола — это образ, не делимый надвое, на прямое и переносное значение, на описанный предмет и привлечённое подобие, это образ двоящейся и вместе с тем единой реальности."[4] Например, в стихотворении Александра Ерёменко "В густых металлургических лесах,/ где шёл процесс созданья хлорофилла,/ сорвался лист. Уж осень наступила/ в густых металлургических лесах...": слово "леса" одновременно имеет значение 'пространства, заросшего деревьями' и 'строительного сооружения'[5].
- Т. В. Кудрякова выделяет в творчестве Д. Озерского алогичные тропы.[6]

## Графическая метафора
Графическая метафора — замена графемы сходным по форме символом или рисунком, отвечающими смыслу слова.

## Теории
Среди других тропов метафора занимает центральное место, так как позволяет создать ёмкие образы, основанные на ярких, неожиданных ассоциациях. В основу метафор может быть положено сходство самых разных признаков предметов: цвета, формы, объёма, назначения, положения и так далее.
Согласно классификации, предложенной Н. Д. Арутюновой, метафоры разделяются на
1. Номинативные, состоящие в замене одного дескриптивного значения другим и служащие источником омонимии.
2. Образные метафоры, служащие развитию фигуральных значений и синонимических средств языка.
3. Когнитивные метафоры, возникающие в результате сдвига в сочетаемости предикатных слов (переноса значения) и создающие полисемию.
4. Генерализирующие метафоры (как конечный результат когнитивной метафоры), стирающие в лексическом значении слова границы между логическими порядками и стимулирующие возникновение логической полисемии.

Мне снилась осень в полусвете стёкол,

Друзья и ты в их шутовской гурьбе,

И, как с небес добывший крови сокол,

Спускалось сердце на руку к тебе.

Но время шло, и старилось, и глохло,

И, поволокой рамы серебря,

Заря из сада обдавала стёкла

Кровавыми слезами сентября.
Подробнее рассмотрим метафоры, способствующие созданию образов, или образные.
В широком смысле термин «образ» означает отражение в сознании внешнего мира. В художественном произведении образы — это воплощение мышления автора, его уникальное видение и яркое изображение картины мира. Создание яркого образа основано на использовании сходства между двумя далёкими друг от друга предметами, практически на своеобразном контрасте. Чтобы сопоставление предметов или явлений было неожиданным, они должны быть достаточно непохожими друг на друга, и иногда сходство может быть совсем незначительным, незаметным, давая пищу для размышлений, а может отсутствовать вовсе.
Границы и структура образа могут быть практически любыми: образ может передаваться словом, словосочетанием, предложением, сверхфразовым единством, может занимать целую главу или охватывать композицию целого романа.
Однако существуют и другие взгляды на классификацию метафор. К примеру, Дж. Лакофф и М. Джонсон выделяют два типа метафор, рассматриваемых относительно времени и пространства: онтологические, то есть метафоры, позволяющие видеть события, действия, эмоции, идеи и т. д. как некую субстанцию (the mind is an entity, the mind is a fragile thing), и ориентированные, или ориентационные, то есть метафоры, не определяющие один концепт в терминах другого, но организующие всю систему концептов в отношении друг к другу (happy is up, sad is down; conscious is up, unconscious is down).
Джордж Лакофф в своей работе «The Contemporary Theory of Metaphor» говорит о способах создания метафоры и о составе данного средства художественной выразительности. Метафора, по теории Лакоффа, является прозаическим или поэтическим выражением, где слово (или несколько слов), являющееся концептом, используется в непрямом значении, чтобы выразить концепт, подобный данному. Лакофф пишет, что в прозаической или поэтической речи метафора лежит вне языка, в мысли, в воображении, ссылаясь на Майкла Редди, его работу «The Conduit Metaphor», в которой Редди подмечает, что метафора лежит в самом языке, в повседневной речи, а не только в поэзии или прозе. Также Редди утверждает, что «говорящий помещает идеи (объекты) в слова и отправляет их слушающему, который извлекает идеи/объекты из слов». Эта идея находит отражение и в исследовании Дж. Лакоффа и М. Джонсона «Метафоры, которыми мы живём». Метафорические понятия системны, «метафора не ограничивается одной лишь сферой языка, то есть сферой слов: сами процессы мышления человека в значительной степени метафоричны. Метафоры как языковые выражения становятся возможны именно потому, что существуют метафоры в понятийной системе человека».
Метафора часто рассматривается как один из способов точного отражения действительности в художественном плане. Однако И. Р. Гальперин говорит, что «это понятие точности весьма относительно. Именно метафора, создающая конкретный образ абстрактного понятия, даёт возможность разного толкования реальных сообщений».
Как только метафора была осознана, вычленена из ряда других языковых явлений и описана, сразу возник вопрос о её двоякой сущности: быть средством языка и поэтической фигурой. Первым, кто противопоставил поэтической метафоре языковую, был Ш. Балли, который показал всеобщую метафоричность языка.